# Il mostro di Frankenstein
Il mostro di Frankenstein, es una película italiana dirigida en 1921 por Eugenio Testa.
Se trata de la tercera aparición en la pantalla de la obra de Mary Shelley, en una adaptación muy libre de la novela. El filme se estrenó en Roma en 1921, con el título Il mostro di Frankenstein. No se conserva ninguna copia de la película, ni ningún otro tipo de material, por lo que se conocen pocos datos de ella. Las fuentes conocidas dicen que Albertini interpreta al Barón Frankenstein que da vida al monstruo, a partir del cadáver de un asesino. La próxima aparición de la criatura se producirá en la etapa sonora y en el seno de los estudios Universal, que crearán el cuarto título de Frankenstein y el más famoso de la historia.
- Datos: Q1609592